# シカゴの公共交通機関

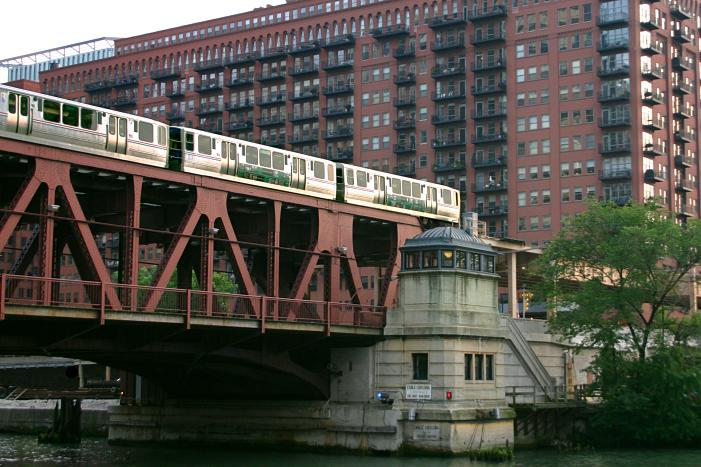
"シカゴ・L" - シカゴ川を渡るGreen Lineの車両

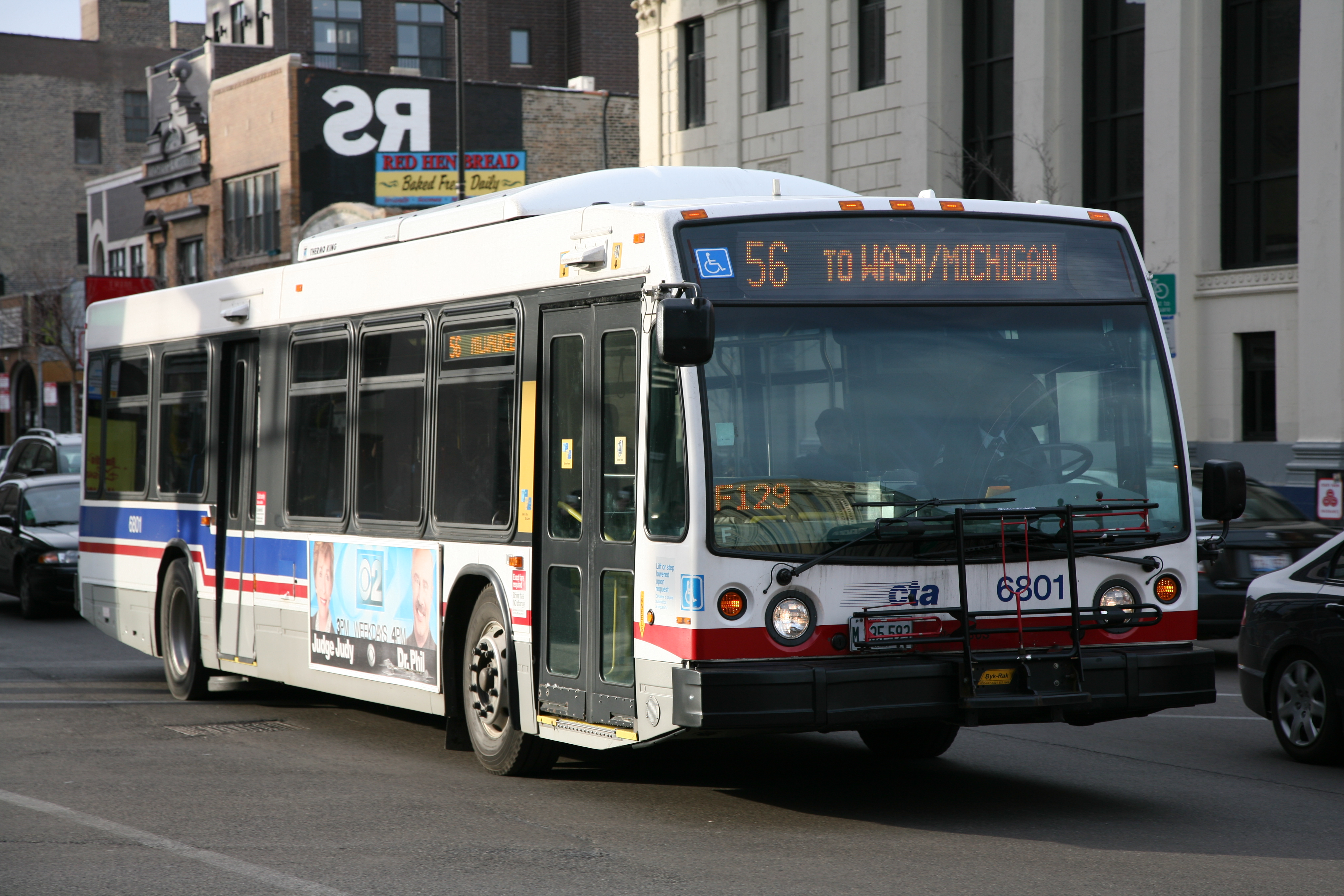
CTAバス

この項目では、シカゴの公共交通機関(アメリカ合衆国・イリノイ州・シカゴ市周辺における公共交通機関)について概説する。

## CTA (バス・近郊電車)
シカゴ交通局(Chicago Transit Authority, 以下CTAと略す)は、主にシカゴ・ダウンタウン地域において、全米第2位の規模の公共交通システムを運営している(最大はニューヨークのMTA)。24時間運行であり、平日の平均利用人数は約160万人にのぼる。
バス事業と鉄道事業(地下鉄及び高架鉄道)の概要は以下の通り。(2009年7月現在)
- バス部門 - 路線数：153路線、車輛保有台数：2,222台、1日あたり利用者数(2008年平均)：約104万人、営業距離：2,517マイル（約4,051km）、1日あたり運行距離：221,494マイル（約356,500km）、停留所数：11,833
- 鉄道部門("シカゴ・L") - 路線数：8路線、車輛保有台数：1,190両、1日あたり利用者数：約65万人、営業距離：224.1マイル（約360.7km）、1日あたり運行距離：216,456マイル（約348,400km）、駅数：144駅

シカゴの2つの主要国際空港には"シカゴ・L"が乗り入れており、ダウンタウンと直結している。ダウンタウンから、シカゴ・オヘア国際空港へはBlue Lineで約1時間、シカゴ・ミッドウェー国際空港へはOrange Lineで約40分。

## メトラ (州内・州際鉄道)

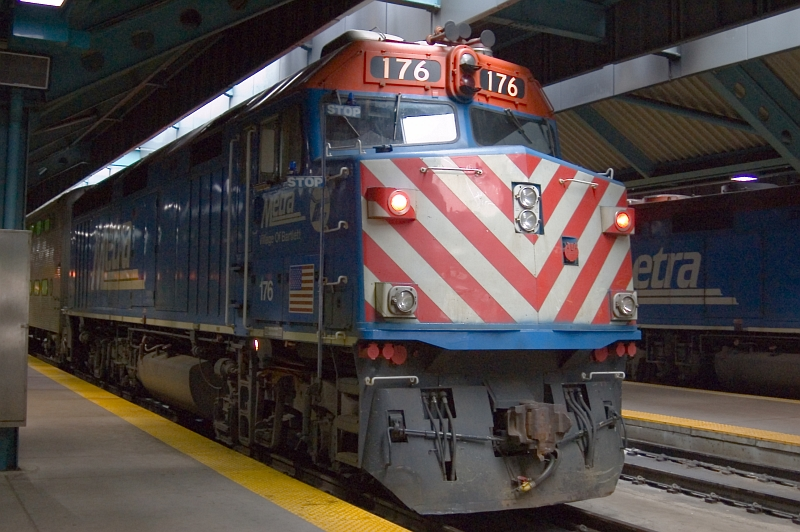
"メトラ" - オギルビー駅に停車するメトラ車両

メトラ(Metra)
イリノイ州内の鉄道路線。11路線と200以上の駅を擁し、シカゴ・ダウンタウンの4つのターミナル駅と州郊外とを結ぶ。
サウスショアー線
シカゴ・ダウンタウンと隣州のインディアナ州サウスベンドとを結ぶインターアーバン(都市間鉄道)。イリノイ州の一部でメトラのME線の軌道を利用している。

このほか、過去（1960年代まで）にはノースショアー線やオーロラ・エルジン線といった複数のインターアーバン路線が高架電車（L）の環状線区間（ループ）まで乗り入れていた。

## Paceバス (郊外バス)

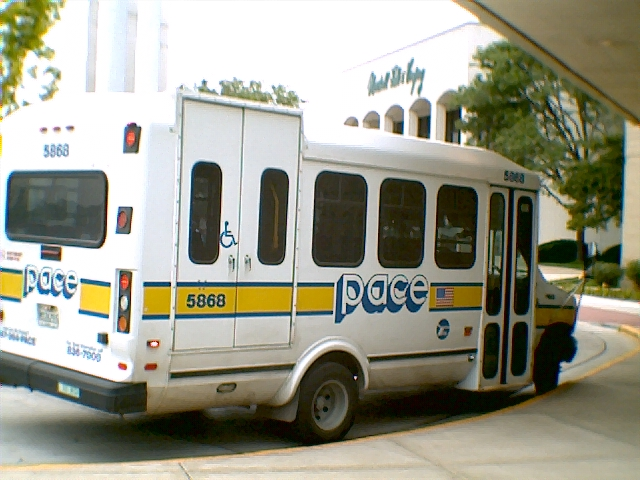
Paceバス

Pace社が、イリノイ州の6つの郡(Cook, Lake, Will, Kane, McHenry及びDu Page)内の11地区において、240路線のPaceバスを運行している。
2009年現在、1.75ドルの均一料金(一部例外あり)。11回回数券(17.50ドル)や各種パス(30日券・60ドルなど)も用意されている。
CTA・メトラの駅と連絡していることが多い。CTAのトランジットカード及びシカゴカードはPaceバスでも使用可能。ただしPaceのPaceカードはCTAでは使用できない。また、CATの乗り放題パスのうち、7日CTA/Pace乗車券(28ドル)及び30日乗車券(86ドル)はPaceバスでも使用可能。
CTAバスほどは頻繁に運行しておらず、1日に数本から10数本、20分～1時間に一本程度の運行の路線が主である。

## シカゴ地域交通局(RTA)について
上記のCTA、メトラ及びPaceバスは、イリノイ州の特定目的公団であるシカゴ地域交通局(Regional Transportation Authority、以下RTAと略す)により財務管理及び運営監視されている。
RTAのウェブサイトでは、これらの交通機関の乗換検索情報「トリップ・プランナー(Trip Planner)」を提供している。出発地・目的地の他、オプションで発着日時等の検索条件を入力すると、乗換路線・発着時刻・運賃が表示される。

## アムトラック (長距離鉄道)
アムトラック(Amtrak)
全米をネットワークする鉄道旅客輸送。中西部に位置するシカゴは、米国の鉄道網の中心として今も重要な位置を占めている。シカゴ発着路線は以下の通りであり、全てダウンタウンのユニオン駅から発着する。
- 中西部方面
  - イリノイ・サービス (Illinois Service) - イリノイ州クインシー/カーボンデール、ミズーリ州セントルイス行の5路線。
  - ミシガン・サービス (Michigan Services) - ミシガン州ポートヒューロン/グランドラピッズ/ポンティアック行の3路線。
  - ハイアワサ (Hiawatha) - ウィスコンシン州ミルウォーキー行。
  - フージアー・ステート (Hoosier State) - インディアナ州インディアナポリス行。
- 北部方面
  - キャピトル・リミテッド (Capitol Limited) - ワシントンD.C.行。
  - カーディナル (Cardinal) - ニューヨーク州ニューヨーク行。
  - レイクショア・リミテッド (Lake Shore Limited) - ニューヨーク州ニューヨーク、マサチューセッツ州ボストン行。エリー湖岸を走る。
- 南部方面
  - シティ・オブ・ニューオーリンズ (City of New Orleans) - ルイジアナ州ニューオーリンズ行。ミシシッピ川沿いを走る。
  - テキサス・イーグル (Texas Eagle) - テキサス州サンアントニオ行。
- 西部方面
  - エンパイア・ビルダー (Empire Builder) - オレゴン州ポートランド、ワシントン州シアトル行。
- 南西部方面
  - カリフォルニア・ゼファー (California Zephyr) - カリフォルニア州エメリービル行。終点エメリービルにてサンフランシスコ行きバスに連絡。
  - サウスウェスト・チーフ (Southwest Chief) - カリフォルニア州ロサンゼルス行。ルート66沿いを走る。

## 長距離バス
他州への都市間バスがシカゴ・ダウンタウンから発着している。
- グレイハウンド

- Coach USA

- メガバス(Megabus) - ユニオン駅のメイン・エントランスから1ブロック南(Canal Street & Jackson/Van Buren)に発着所がある。
  - M1 - ミシガン州デトロイト行
  - M2 - ミネソタ州ミネアポリス行
  - M3 - オハイオ州クリーブランド行
  - M5 - ミズーリ州カンザスシティ行
  - M6 - オハイオ州コロンバス/シンシナティ行
  - M7 - テネシー州メンフィス行

## タクシー

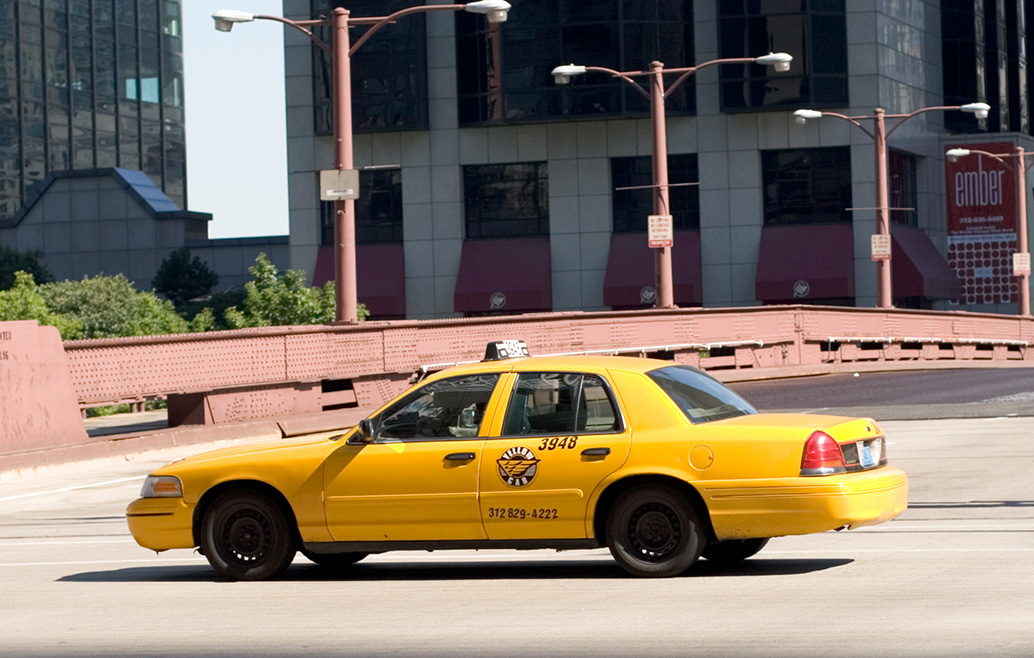
"Yellow Cab タクシー"

初乗り料金2.25ドル、1/9マイル(約179m)まで。その後1/9マイル毎に20セント加算。また、36秒の経過時間毎に20セント加算。他に、以下の追加チャージが課される。
- 複数人乗車する場合、2人目は1ドル、3人目以降は各50セントのチャージが加算される(12歳未満と65歳超は免除)。
- オヘア国際空港又はミッドウェー国際空港発着の場合は1ドルのエクストラチャージがかかる。
- 積込み荷物やクレジットカード使用に関する追加料金は規定されていない。
- ガソリン価格の変動に応じて、燃料サーチャージ(1～2ドル程度)が追加で課されることもある。
- チップは任意だが、メーター料金の10～15％程度が適当。

料金の目安として、ダウンタウン中心のState StreetとMadison Streetの交差点(シカゴ市の住所表示の起点)からタクシーを使用した場合の通常的なメーター料金を掲げる。
- オヘア国際空港まで - 30～35ドル
- ミッドウェー国際空港まで - 22～28ドル
- ユナイテッド・センターまで - 8～10ドル

個人タクシーを除いてクレジットカードの受入れが義務付けられているが、実際にはクレジットカード使用は断られることが多い。なお、会社系のタクシーか個人タクシーかの見分け方は、タクシーのロゴの他、車内の前後に透明な仕切り板があるかどうか(個人タクシー以外は設置義務あり)で判別できる。
ダウンタウンでは流しのタクシーも多く、比較的拾いやすい。主要なタクシー会社は、Yellow Cab、Flash Cabなど。

## 無料トロリー
2008年末まで、シカゴ市による無料トロリー(レトロ調の車体を使用した観光用バス)がダウンタウンを中心に5路線運行されていたが、2009年以降は中止されている。
現在は、そのうちの1路線だったネイビー・ピア・ラインが、ネイビー・ピアにより毎日無料運行されている。この路線は"シカゴ・L" Red LineのGrand駅とネイビー・ピアとの間を東西に循環している。
なお、無料トロリーに使用されていた車両は、現在は「The Chicago Trolley & Double Decker Co.」社による有料ホップオン・ホップオフ・バスツアーに使用されている。

## 水上輸送

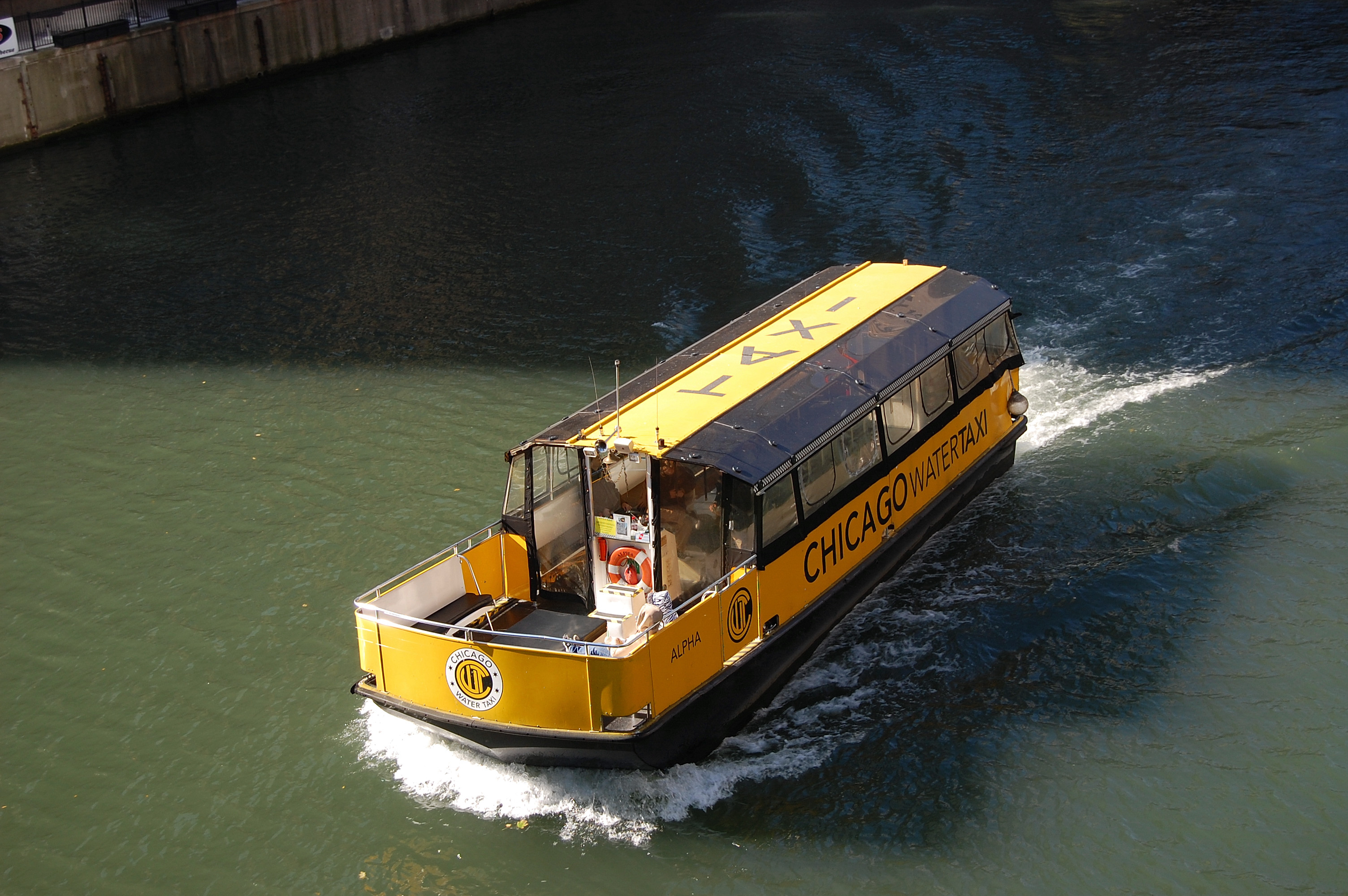
"シカゴウォータータクシー"

ダウンタウン・ループの北部・西部を囲うようにして流れるシカゴ川を利用した、船による水上輸送も、主に観光目的で行われている。また通勤用サービスの提供もある。
- Shoreline Sightseeing社
  - 「Shoreline ウォータータクシー」[7]: ユニオン駅/ウィリス・タワー(Adams Street) - Michigan Avenue - ネイビー・ピアを結ぶライン(片道券6ドル)、及びネイビー・ピア - ミュージアム・キャンパス(シェッド水族館など)を結ぶライン(片道券7ドル)を運行。メモリアル・デー(5月最終月曜)からレイバー・デー(9月第一月曜)の間の毎日及び9月の週末に、午前10時から午後6時まで約20分間隔で運行する。
  - 「Commuter ウォータータクシー」: ユニオン駅/ウィリス・タワー(Adams Street) - Michigan Avenue間の通勤用サービスを運行。5月1日～9月30日の平日、朝7時～9時30分、夕方4時～6時30分。一日往復券1.5ドルは朝の時間帯のみ購入可能。片道券は2ドル。
- Wendella Boats社
  - 「シカゴウォータータクシー」[8]: Madison Street - Clark Street - Michigan Avenue を結ぶラインを運行。週末にはMadison Streetからダウンタウン南部のチャイナタウンまで延長運行がある。片道券2ドル(チャイナタウン発着の場合は4ドル)、平日1日券4ドル、週末1日券6ドル。運行時間は、平日は午前6時半～午後7時まで、約12～15分間隔。週末は午前9時45分～午後6時30分まで、30分間隔。冬期は休業。